# Eva De Bleeker

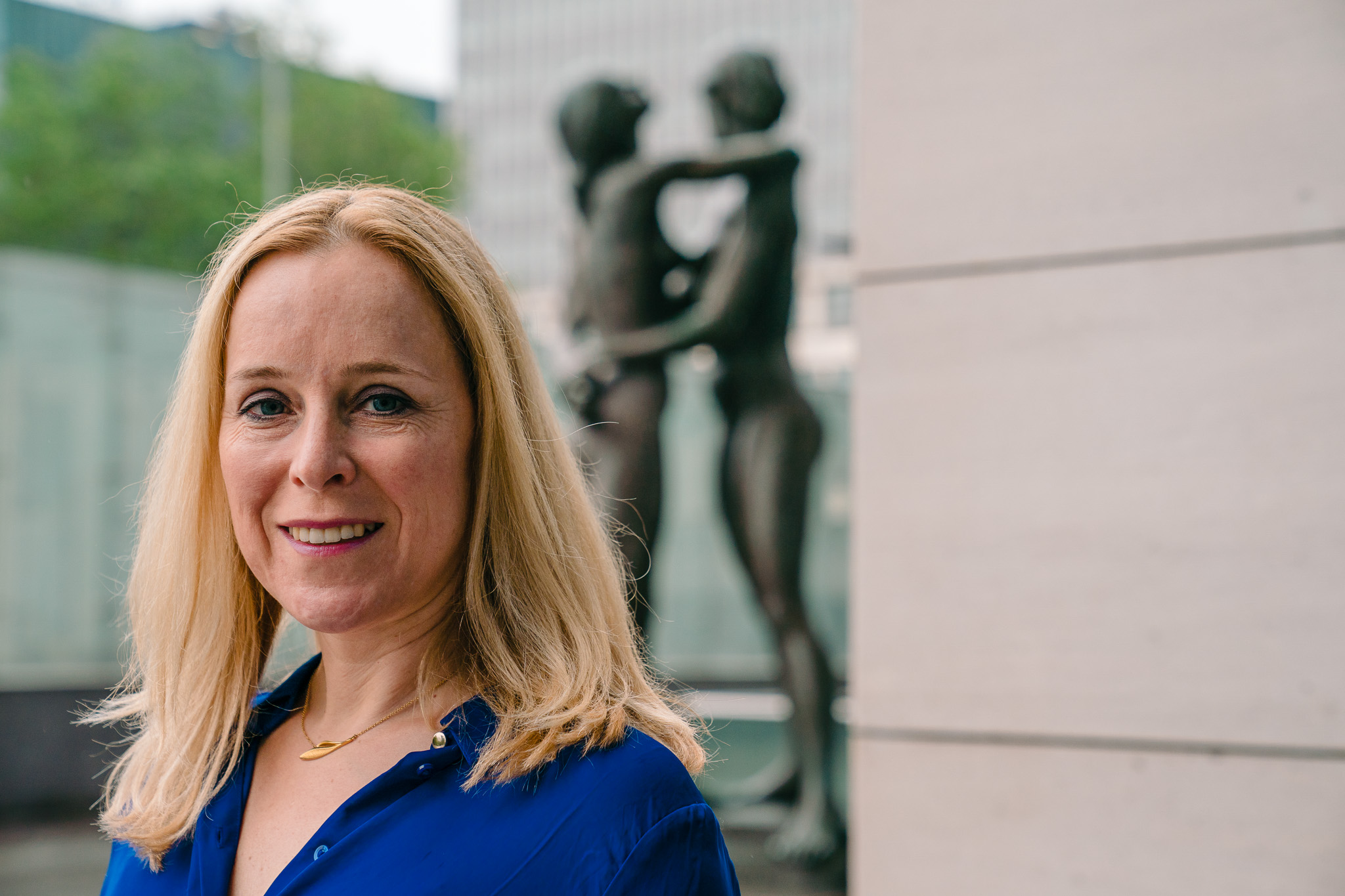
Eva De Bleeker

Eva De Bleeker (* 2. August 1974 in Sint-Niklaas) ist eine belgische Politikerin der Open VLD. Sie war von Oktober 2020 bis Februar 2025 Staatssekretärin für Haushalt und Verbraucher in der Regierung De Croo.

## Ausbildung und Beruf
De Bleeker wuchs in Sint-Niklaas auf, sie besuchte das Collège Vita-et-Pax in Schoten. Das Studium an der Freien Universität Brüssel (VUB) schloss sie mit einem Diplom als Handelsingenieurin von der Solvy Management School ab. Anschließend besuchte sie die Universität Warwick, wo sie einen Master in Political Economy erhielt.
Die zwei folgenden Jahre war sie für die Consultingfirma LMC International in Oxford tätig. Nach ihrer Rückkehr nach Belgien war sie zuerst wissenschaftliche Mitarbeiterin der VUB, danach arbeitete sie für den Verband der Nahrungsmittelindustrie (FEVIA). Ab 2009 war sie bei der Europäischen Kommission tätig. Zuerst war sie in der Generaldirektion Handel, danach bei der Generaldirektion Energie, wo sie für die Beziehungen zu China und Ostasien zuständig war. Zuletzt war sie bei der Generaldirektion Maritime Angelegenheiten und Fischerei mit Handelsverträgen befasst.

## Politik
De Bleeker engagierte sich in den 90er Jahren in der PVV, der heutigen OpenVLD. Bei der Kommunalwahl 2006 kandidierte sie erstmals bei einer Wahl. Sie belegte den elften Platz bei der Wahl zum Gemeinderat von Hoeilaart. 2007 rückte sie in den Gemeinderat nach. Bei der folgenden Wahl 2012 zog sie erneut in den Gemeinderat ein. 2013 wurde sie Schöffin in Hoeilaart, zuständig für Sport, Wohnungen, Energie, Kinder und Bildung. Von 2016 bis 2020 war sie Vorsitzende der Open Vld Vrouwen Nationaal, der Frauenorganisation der OpenVLD. Mit dem Eintritt in die föderale Regierung trat sie als Schöffin zurück.
Bei der Wahl 2010 kandidierte De Bleeker auf der Liste der OpenVLD für den Senat, konnte jedoch kein Mandat erringen. Bei der Europawahl 2014 verfehlte sie den Einzug ins Europaparlament, bei der Europawahl 2019 wurde sie erste Ersatzkandidatin der OpenVLD.
Seit dem 1. Oktober 2020 war sie in der Regierung De Croo Staatssekretärin im Justizministerium, zuständig für Haushalt und Verbraucherschutz.
Am 17. Dezember 2020 veröffentlichte De Bleeker in einem später wieder gelöschten Tweet die Lieferanten, Anzahl der Dosen und Preise der COVID-19-Impfstoffe.